# VTK
El kit d'eines de visualització (amb acrònim anglès VTK, Visualization Toolkit) és un sistema de programari de codi obert per a gràfics per ordinador en 3D, processament d'imatges i visualització científica.
VTK es distribueix sota la llicència de 3 clàusules BSD aprovada per OSI.
VTK consta d'una biblioteca de classes C++ i diverses capes d'interfície interpretades, com ara Tcl/Tk, Java i Python. El conjunt d'eines està creat i recolzat per l'equip de Kitware. VTK admet diversos algorismes de visualització que inclouen: mètodes escalar, vectorial, tensor, textura i volumètric; i tècniques de modelatge avançades com ara: modelatge implícit, reducció de polígons, allisament de malla, tall, contorns i triangulació de Delaunay. VTK té un marc de visualització d'informació, té un conjunt de ginys d'interacció 3D, admet el processament paral·lel i s'integra amb diverses bases de dades i conjunts d'eines GUI com Qt i Tk. VTK és multiplataforma i s'executa a les plataformes Linux, Windows, Mac i Unix. El nucli de VTK s'implementa com un conjunt d'eines C++, que requereix que els usuaris creïn aplicacions combinant diversos objectes en una aplicació. El sistema també admet l'embolcall automàtic del nucli C++ a Python, Java i Tcl, de manera que les aplicacions VTK també es poden escriure utilitzant aquests llenguatges de programació.